# Línea 12 (Metro de Madrid)
La línea 12 del Metro de Madrid es una circular que discurre por los grandes municipios del sur y suroeste del área metropolitana de Madrid (Alcorcón, Fuenlabrada, Leganés, Móstoles y Getafe) y que enlaza con el resto de la red a través de la líneas 3 y 10, y de distintas líneas de Cercanías Renfe, llegando a alcanzar unos 3 millones de pasajeros al mes. 
Es la principal línea de MetroSur, junto a la estación de El Casar de la línea 3, ubicada en Getafe, las dos estaciones de la línea 10 que se encuentran en Alcorcón y la estación de La Fortuna de la línea 11, situada en Leganés. Consta de 28 estaciones con andenes de 115 metros y unidas entre sí por 40,96 km de vías en túnel de gálibo ancho. Por eso, es la línea más larga de la red y una de las que más estaciones recorre. Pese a que pueden circular trenes de seis coches, se utilizan solamente convoyes de tres por no existir demanda suficiente. En la hora punta matinal su frecuencia de paso es cada 5 o 6 minutos, pasando a ser de 7 o 8 a partir de las 10 de la mañana.

## Historia
Su inauguración se produjo el viernes 11 de abril de 2003, junto al tramo de las estaciones entre Colonia Jardín a Puerta del Sur de la línea 10. La construcción de la línea supuso el inicio de una red de transportes no concéntrica alrededor del Madrid (representado con la circular 6, a la cual todas las demás líneas casi sin excepción atraviesan y trasbordan dos veces) como se llevaba realizando las últimas décadas. Por primera vez se unían por ferrocarril los cinco más importantes municipios del Sur de la Comunidad de Madrid sin la necesidad de pasar por Madrid capital.
Desde su inauguración en 2003, ha sufrido obras en distintos tramos de la línea. En concreto, se cerraron tramos en los veranos de 2012,[cita requerida] 2014, 2015, 2018 y 2021.
A primeros del año 2021, entraron en servicio en la línea de forma permanente 12 convoyes de la serie 9700, procedentes de la línea 10B (MetroNorte).
Con motivo de las obras de conexión ferroviaria entre líneas 3 y 12, el tramo entre las estaciones de Juan de la Cierva y Los Espartales permaneció cerrado desde el 1 de marzo hasta el 21 de marzo de 2024. La única estación sin servicio fue El Casar. Existió un Servicio Especial de autobús gratuito con parada en el entorno de las estaciones afectadas. El día 22 de marzo de 2024 reabrió el tramo comprendido entre las estaciones de Los Espartales y El Casar, modificando así el recorrido del Servicio Especial que realizó únicamente 2 paradas situadas al principio y final del trayecto. El tramo entre las estaciones de El Casar y Juan de la Cierva permaneció cerrado hasta el fin de las obras el día 31 de agosto de 2024.

## Recorrido

Recorrido de la línea 12.

La línea 12 ejerce la función principal de conectar entre sí Móstoles, Fuenlabrada, Leganés, Alcorcón y Getafe, así como para trayectos urbanos dentro de dichos municipios, o trayectos hacia Madrid a través de la líneas 3 y 10. Conecta con:
- Línea 3 en la estación de El Casar.
- Línea 10 en la estación de Puerta del Sur.
- Cercanías Renfe Madrid en las estaciones de Móstoles Central, Fuenlabrada Central, Leganés Central, Alcorcón Central, Getafe Central y El Casar.
- Autobuses interurbanos del corredor 4 en las estaciones de los municipios de Leganés, Fuenlabrada y Getafe, así como en Puerta del Sur, Parque Lisboa, Alcorcón Central y Móstoles Central, y del corredor 5 en todas las estaciones de Móstoles y Alcorcón y además también en Loranca.

Curiosamente, es la única línea del Metro de Madrid que no recorre la capital en ninguna de sus estaciones, a la vez de que no tiene ninguna estación en la zona A, ya que presta servicios exclusivamente a las zonas B1 (municipios de Alcorcón, Getafe y Leganés) y B2 (municipios de Fuenlabrada y Móstoles).

## Estaciones
| Estación                    | Acc. | Enlaces | Apertura            | Municipio   | Esquema de vías | Notas |
| --------------------------- | ---- | ------- | ------------------- | ----------- | --------------- | ----- |
| Puerta del Sur              |      |         | 11 de abril de 2003 | Alcorcón    |                 |       |
| Parque Lisboa               |      |         | 11 de abril de 2003 | Alcorcón    |                 |       |
| Alcorcón Central            |      |         | 11 de abril de 2003 | Alcorcón    |                 |       |
| Parque Oeste                |      |         | 11 de abril de 2003 | Alcorcón    |                 |       |
| Universidad Rey Juan Carlos |      |         | 11 de abril de 2003 | Móstoles    |                 |       |
| Móstoles Central            |      |         | 11 de abril de 2003 | Móstoles    |                 |       |
| Pradillo                    |      |         | 11 de abril de 2003 | Móstoles    |                 |       |
| Hospital de Móstoles        |      |         | 11 de abril de 2003 | Móstoles    |                 |       |
| Manuela Malasaña            |      |         | 11 de abril de 2003 | Móstoles    |                 |       |
| Loranca                     |      |         | 11 de abril de 2003 | Fuenlabrada |                 |       |
| Hospital de Fuenlabrada     |      |         | 11 de abril de 2003 | Fuenlabrada |                 |       |
| Parque Europa               |      |         | 11 de abril de 2003 | Fuenlabrada |                 |       |
| Fuenlabrada Central         |      |         | 11 de abril de 2003 | Fuenlabrada |                 |       |
| Parque de los Estados       |      |         | 11 de abril de 2003 | Fuenlabrada |                 |       |
| Arroyo Culebro              |      |         | 11 de abril de 2003 | Getafe      |                 |       |
| Conservatorio               |      |         | 11 de abril de 2003 | Getafe      |                 |       |
| Alonso de Mendoza           |      |         | 11 de abril de 2003 | Getafe      |                 |       |
| Getafe Central              |      |         | 11 de abril de 2003 | Getafe      |                 |       |
| Juan de la Cierva           |      |         | 11 de abril de 2003 | Getafe      |                 |       |
| El Casar                    |      |         | 11 de abril de 2003 | Getafe      |                 |       |
| Los Espartales              |      |         | 11 de abril de 2003 | Getafe      |                 |       |
| El Bercial                  |      |         | 11 de abril de 2003 | Getafe      |                 |       |
| El Carrascal                |      |         | 11 de abril de 2003 | Leganés     |                 |       |
| Julián Besteiro             |      |         | 11 de abril de 2003 | Leganés     |                 |       |
| Casa del Reloj              |      |         | 11 de abril de 2003 | Leganés     |                 |       |
| Hospital Severo Ochoa       |      |         | 11 de abril de 2003 | Leganés     |                 |       |
| Leganés Central             |      |         | 11 de abril de 2003 | Leganés     |                 |       |
| San Nicasio                 |      |         | 11 de abril de 2003 | Leganés     |                 |       |

## Futuro
Existen al menos tres estaciones en zonas de futuros desarrollos urbanísticos en los términos municipales de Fuenlabrada y Leganés, que han sido excavadas y no abiertas. Estas estaciones solo estarían a falta de revestir y equipar el vestíbulo y conectar el andén con el túnel principal:
- Leganés: zona noroeste del término municipal, llamada Poza del Agua, en los alrededores de la piscina municipal Solagua, entre las estaciones de San Nicasio y Puerta del Sur, aproximadamente a un kilómetro del casco urbano.[8] La existencia de esta estación y su posible apertura futura fue en un principio confirmada en el blog del alcalde poco antes de las elecciones municipales de 2011,[9] pero la apertura aún no se ha llevado a cabo.
- Fuenlabrada: existe una estación en el barrio de El Vivero, entre las actuales estaciones de Hospital de Fuenlabrada y Loranca,[10] y otra en La Pollina que se situaría entre las estaciones Parque de los Estados y Arroyo Culebro de Getafe.[11]
- Móstoles: bajo el barrio de Los Rosales en Móstoles está proyectada[cita requerida] la construcción de una nueva estación que tendría su acceso en la Glorieta de los Jazmines, en el extremo norte de la ciudad, así como otra nueva estación entre Manuela Malasaña y Loranca en el nuevo desarrollo de Móstoles sur.

En el plan estratégico de Madrid Sur presentado en mayo de 2009 se habla de una posible ampliación de Metro Sur en las siguientes localidades con los siguientes estudios.
- Alcorcón, prolongación de la Línea 10: Desde la estación Puerta del Sur al Ensanche Sur, se consideran necesarias tres nuevas paradas: Zona Recinto Ferial, Diagonal Ensanche Sur (que abarcaría la zona de Prado Santo Domingo y el propio Ensanche Sur) y Ensanche Sur (zona Centro).

- Leganés, prolongación de la Línea 11: Hasta el barrio de La Fortuna, pero sería necesario que se prolongue por el Parque Leganés Tecnológico (fuera de plano) y Leganés Norte hasta la estación de RENFE de Zarzaquemada y desde este punto, continúe hasta las estaciones de MetroSur existentes, El Carrascal, Julián Besteiro o San Nicasio. Dicha extensión se ha acabado descartando a favor de conectar la línea 11 con la estación de Cuatro Vientos, de la línea 10.

## Curiosidades
- En cuanto a su clasificación a nivel mundial, la línea 12, comprende uno de los túneles de metro más largos del mundo. Al momento de su inauguración en 2003, era el segundo túnel de metro más largo de Europa. Actualmente, es el cuarto túnel de metro más largo del mundo y el más largo de la Unión Europea. Además, contando con todos los tipos de túneles, es el vigésimo túnel más largo del mundo.
- Al ser circular, cuando se habla de sentido de la vía, no se puede hacer referencia a la estación cabecera de línea a la que se dirige. Por tanto, al coger la línea debemos ir al andén 1 o al andén 2. En un principio, para saber qué andén es, al viajero no le queda otra que mirar las indicaciones pertinentes en las estaciones; lo cual hace inútil los avisos a la entrada de la estación del tiempo de llegada de los próximos trenes de cada andén.
  - Ahora bien, hay una regla mnemotécnica sencilla para determinar qué andén debemos coger con mirar un simple plano de metro. Sabiendo que los trenes circulan por la izquierda, si imaginamos dos trenes circulando sobre el plano, podremos ver que la vía externa se recorre en sentido horario, y la interna en sentido antihorario. Aunque la diferencia sea pequeña, la longitud del recorrido siempre será mayor en el recorrido externo de los trenes (sentido horario), que en el interno (sentido antihorario). Si tenemos en cuenta que 2 es mayor que 1; podemos asociar el anillo interno al número 1 y el externo al 2. Por tanto: recorrido antihorario, vía 1; y recorrido en sentido horario, vía 2. Esto mismo es aplicable a la Línea 6, que también es circular.
  - A pesar de que la línea no tiene cabecera, en los GTFS se establece la estación de Puerta del Sur como cabecera, aunque los cambios de conductor al terminar la vuelta entera se realiza en la estación de Loranca.
- Es la única línea de la red de metro que no conecta directamente con la capital (solo se une a ella a través de la línea 10 en Puerta del Sur y la línea 3 en El Casar), manteniéndose fuera del término municipal de Madrid durante todo su recorrido.
- En cuestión de cálculos, Getafe es el municipio con más estaciones de metro, con un total de ocho, mientras que Alcorcón es el que tiene menos, con un total de cuatro (cinco si se cuenta la estación de Joaquín Vilumbrales de la línea 10).